# 太平洋时区
太平洋时区（英語：Pacific Time Zone）是在美国、加拿大及墨西哥西海岸靠近太平洋地区使用的时区。
太平洋时区也被称为太平洋时间（英文：Pacific Time，縮寫：PT）。而其標準時間（冬季）称为太平洋标准时间（英文：Pacific Standard Time，縮寫：PST），UTC-8；夏令时间（夏季）称为太平洋夏令时間（英文：Pacific Daylight Time，縮寫：PDT），UTC-7。
於美国和加拿大，太平洋时区通常被称为太平洋时间。大部份加拿大地區都使用夏令时間。而於墨西哥，UTC−8時區一帶被稱為西北区，其時間是與美國的太平洋夏令时间同步。
位於太平洋时区中最大的城市為加州洛杉矶，而最大的地區則為洛杉磯都會區。
太平洋标准时间比阿拉斯加标准时间快一小時、比夏威夷－阿留申时区快2小時、比山区时区慢一小時、比东部时区慢三小時及比香港和台北慢16小時。

## 美國
以下是美國位於太平洋時區的州份：
- 加利福尼亞州 - 全部[5]
- 華盛頓州 - 全部[6]
- 俄勒岡州 - 除了大部分位於愛達荷州邊界旁的馬盧爾縣之外[7]。
- 內華達州 - 除了西溫多弗（位於猶他州附近）以及積寶鎮（位於愛達荷州附近）[8]。
- 愛達荷州 - 位於薩蒙河以北的北半部[9]。

海德（英文：Hyder，經緯度：55°56′29″N, 130°03′16″W）是一個位於阿拉斯加標準時間內的美國小鎮，但其大部分居民卻使用太平洋時間。因為海德非常倚賴直線距離約3公里外位於太平洋時區的加拿大小鎮斯圖爾特（英文：Stewart，經緯度：55°56′05″N，129°59′16″W），因此為了方便交流，故使用太平洋時間。。

## 加拿大
於加拿大，太平洋时区覆蓋了不列颠哥伦比亚省大部份地區（除了95号公路走廊，以及不倒翁岭、圣约翰堡、道森克里克、高登鎮和克雷斯顿的周邊地區以外），育空地区的全部領域以及西北地區钨的镇。

## 墨西哥
於墨西哥，整個下加利福尼亞州是墨西哥唯一一個完全位於太平洋时区的州份。另外，位於雷维利亚希赫多群岛西端的克拉里翁岛（位於科利馬州內），亦位於太平洋时区內。

## 夏令时间
在2006年以及更早的几十年裡，美國太平洋时区总是於每年四月第一个星期日深夜二時正將本地时间（UTC−8）轉成夏令时间（UTC−7），並於十月的最後一個星期日深夜二時正轉回本地时间。
於2007年生效的2005年能源政策法案，決定了美國太平洋时区的夏令時間始於每年三月的第二個星期日凌晨二時正，並終於每年十一月的第一個星期日凌晨二時正。而加拿大亦跟隨美國的夏令時間制度。在2010年初，儘管墨西哥接納了美國的夏令时间制，但墨西哥的大部份人口都反對此做法，並拒絕使用夏令时间。